# E3 Harelbeke 1996
De E3 Harelbeke 1996 was de 39e editie van de wielerklassieker E3 Harelbeke en werd verreden op zaterdag 30 maart 1996. Carlo Bomans kwam na 206 kilometer als winnaar over de streep.

## Uitslag
| Plaats  | Naam                | Ploeg                 | Tijd     |
| ------- | ------------------- | --------------------- | -------- |
| Winnaar | Carlo Bomans        | Mapei-GB              | 5u10’44” |
| 2       | Peter Van Petegem   | TVM-Farm Frites       | + 23”    |
| 3       | Wilfried Nelissen   | Lotto-Isoglass        | + 29”    |
| 4       | Vjatsjeslav Jekimov | Rabobank              | + 34”    |
| 5       | Olaf Ludwig         | Team Deutsche Telekom | z.t.     |
| 6       | Johan Museeuw       | Mapei-GB              | z.t.     |
| 7       | Tristan Hoffman     | TVM-Farm Frites       | z.t.     |
| 8       | Lance Armstrong     | Motorola              | z.t.     |
| 9       | Andrei Tchmil       | Lotto-Isoglass        | z.t.     |
| 10      | Massimo Strazzer    | Brescialat            | z.t.     |